# Yolande van Bourgondië
Yolande van Nevers (december 1247 - 2 juni 1280) was een dochter van Odo van Bourgondië en van Mathilde II van Bourbon, gravin van Nevers.
Yolande was getrouwd met:
- Jan Tristan van Frankrijk (1250-1270), zoon van Lodewijk IX van Frankrijk,
- Robrecht III van Bethune (1249-1322), graaf van Vlaanderen,

en was de moeder van:
- Lodewijk (1272-1322)
- Robrecht (-1331), heer van Marle en van Kassel, in 1323 gehuwd met Johanna (1294-1364), dochter van Arthur II van Bretagne
- Johanna (-1333), in 1288 gehuwd met Engelram IV van Coucy (-1310), heer van Coucy en burggraaf van Meaux,
- Yolande (-1313), in 1287 gehuwd met Wouter II van Edingen (-1309)
- Mathilde, in 1314 gehuwd met Matthias van Lotharingen (-1330), heer van Warsberg.

Volgens sommige bronnen wurgde Robrecht III van Bethune haar, omdat zij Karel, het zoontje uit zijn eerste huwelijk, vergiftigd zou hebben.

## Voorouders
| Voorouders van Yolande van Bourgondië (1247-1280) | Voorouders van Yolande van Bourgondië (1247-1280)                        | Voorouders van Yolande van Bourgondië (1247-1280)                                  | Voorouders van Yolande van Bourgondië (1247-1280)                         | Voorouders van Yolande van Bourgondië (1247-1280)                     |
| ------------------------------------------------- | ------------------------------------------------------------------------ | ---------------------------------------------------------------------------------- | ------------------------------------------------------------------------- | --------------------------------------------------------------------- |
| Overgrootouders                                   | Odo III van Bourgondië (1166-1218) ∞ 1199 Adelheid van Vergy (1182-1252) | Robert III van Dreux (1185-1234) ∞ Eleonora van Saint-Valery-sur-Somme (1192-1250) | Gwijde Archimbald van Bourbon (1189-1242) ∞ Guigone van Forez (1185-1220) | Gwijde II van Saint-Pol (-1226) ∞ Agnes II van Donzy (1205-1225)      |
| Grootouders                                       | Hugo IV van Bourgondië (1212-1272) ∞ 1199 Yolande van Dreux (1212-1248)  | Hugo IV van Bourgondië (1212-1272) ∞ 1199 Yolande van Dreux (1212-1248)            | Archimbald IX van Bourbon (-1249) ∞ Yolande van Nevers (1221–1254)        | Archimbald IX van Bourbon (-1249) ∞ Yolande van Nevers (1221–1254)    |
| Ouders                                            | Odo van Nevers (1231-1266) ∞ 1248 Mathilde II van Bourbon (1234-1262)    | Odo van Nevers (1231-1266) ∞ 1248 Mathilde II van Bourbon (1234-1262)              | Odo van Nevers (1231-1266) ∞ 1248 Mathilde II van Bourbon (1234-1262)     | Odo van Nevers (1231-1266) ∞ 1248 Mathilde II van Bourbon (1234-1262) |